# Нембро
Нембро (итал. Nembro) — город в Италии, располагается в регионе Ломбардия, подчиняется административному центру Бергамо.
Население составляет 11 237 человек (на 2004 г.), плотность населения составляет 741 чел./км². Занимает площадь 15 км². Почтовый индекс — 24027. Телефонный код — 035.
Покровителем населённого пункта считается святитель Мартин Турский. Праздник ежегодно празднуется 8 августа.